# Spey

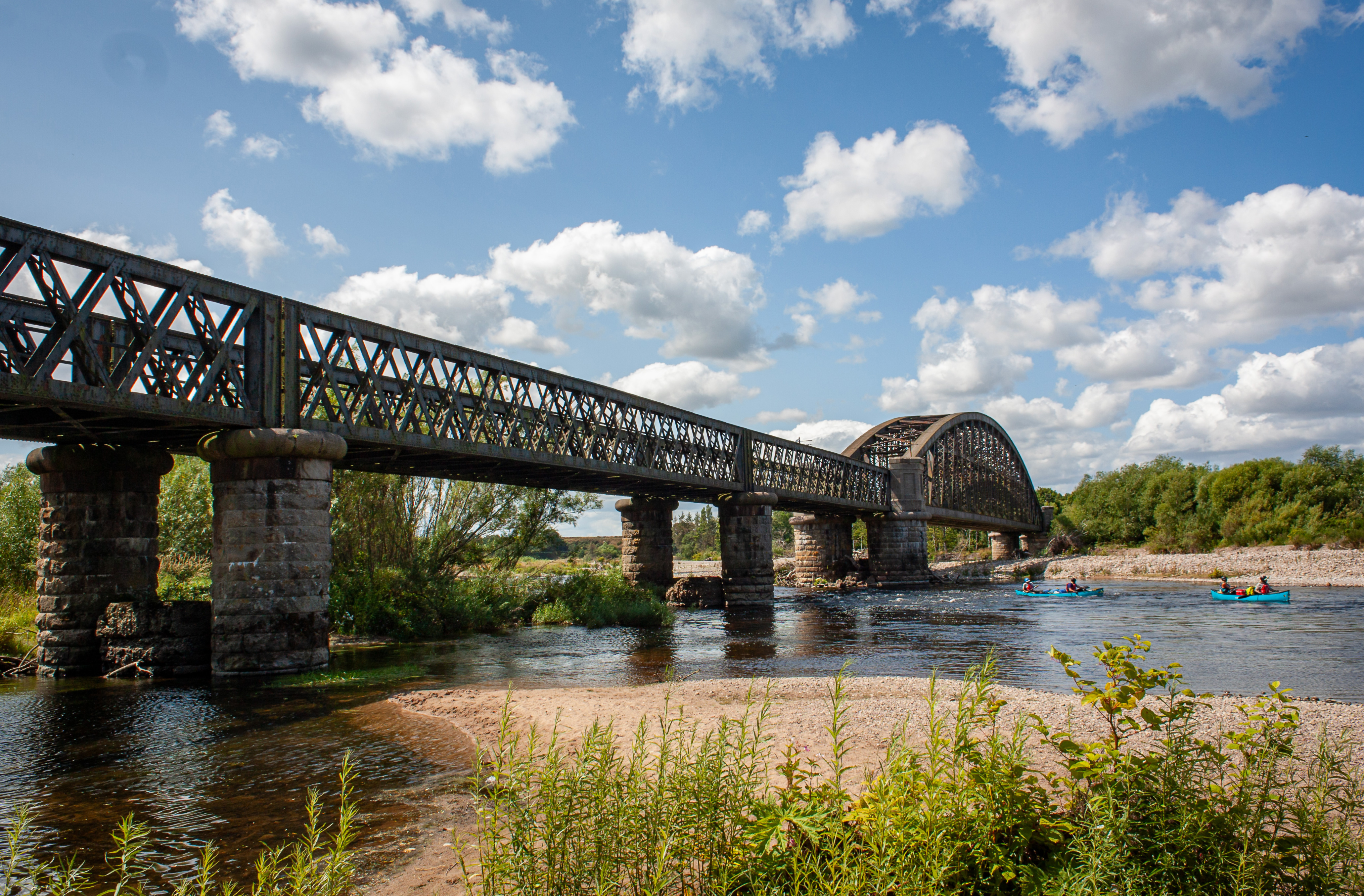
Ponte di Spey vicino a Garmouth

Lo Spey (in inglese River Spey e in gaelico scozzese Uisge Spè) è un fiume lungo 172 km (107 miglia) che scorre nel nord est della Scozia. È il secondo fiume più grande della Scozia e il settimo più grande del Regno Unito. Il suo bacino idrografico ha una superficie di 3008 km² e la sua portata d'acqua raggiunge i 64 m³/s. È un luogo importante per la pesca di salmone e per la produzione di Scotch whisky.

## Corso
Il fiume nasce a Loch Spey a circa 300 m s.l.m. (circa 1.000 piedi) e a circa 16 km a sud di Fort Augustus. Scorre a est di Forres ed Elgin e sfocia nel Mare del Nord a circa 8 km a ovest di Buckie.